# Canton de Lury-sur-Arnon
Pour les articles homonymes, voir Arnon (homonymie).
Le canton de Lury-sur-Arnon est une ancienne division administrative française située dans le département du Cher.

## Géographie
Ce canton était organisé autour de Lury-sur-Arnon dans l'arrondissement de Vierzon. Son altitude variait de 95 m (Méreau) à 161 m (Chéry) pour une altitude moyenne de 136 m.

## Représentation

### conseillers généraux de 1833 à 2015
| Période | Période      | Identité                                       | Étiquette    | Qualité |
| ------- | ------------ | ---------------------------------------------- | ------------ | --- |
| 1833    | 1856         | André Fidèle Cartier de Saint-René (1781-1859) |              | Chef du personnel des contributions indirectes Propriétaire, maire de Lury |
| 1856    | 1900 (décès) | Jean Aubertot (1830-1900)                      | Droite       | Propriétaire à Brinay |
| 1900    | 1939 (décès) | Henri Ponroy (1851-1952)                       | Conservateur | Ancien sous-préfet Avocat à la Cour d'Appel de Bourges |
| 1939    | 1940         | André Breton                                   | USR          | Directeur de cabinet de Maurice Viollette puis de Joseph Paul-Boncour et de Paul Ramadier Député (1928-1936) - Sénateur (1939-1940)                                               |
|         |              |                                                |              | |
| 1943    | 1945         | Auguste Delahaut                               |              | Président de la délégation spéciale de Lury-sur-Arnon Nommé conseiller départemental en 1943                                                                                      |
|         |              |                                                |              | |
| 1945    | 1958         | Honoré Guyot                                   | DVD          | Propriétaire-exploitant, ancien conseiller d'arrondissement Maire de Preuilly |
| 1958    | 1988         | Pierre Sicard                                  | DVD-UC       | Agriculteur Sénateur (1983-1989) Maire de Preuilly (1957-1983) |
| 1988    | 1994         | Raymond Tatin                                  | DVD          | Viticulteur Maire de Brinay (1989-1995) |
| 1994    | 2015         | Rémy Pointereau                                | UMP          | Exploitant agricole Sénateur depuis 2005 Maire de Lazenay (2008-2017) Président du conseil général (2001-2004) Président de la Communauté de communes des Vals de Cher et d'Arnon |

### Conseillers d'arrondissement (de 1833 à 1940)
| Période                                  | Période           | Identité                                     | Étiquette       | Qualité |
| ---------------------------------------- | ----------------- | -------------------------------------------- | --------------- | --- |
| 1833                                     | 1834 (annulation) | Louis-Abel Marcandier (1797-1860)            |                 | Inspecteur des contributions dans le Loir-et-Cher, maire de Preuilly Election annulée car l'élu n'avait pas son domicile politique dans le Cher} |
| 11 mai 1834                              | 1848              | Étienne Nicolas Brunet d'Anvault (1780-1862) |                 | Conseiller à la Cour royale de Bourges |
| 1848                                     |                   | Armand Brunet d'Anvault (fils du précédent)  |                 | Conseiller à la Cour Impériale de Bourges |
|                                          |                   |                                              |                 | |
| 1877                                     | 1922              | Jean Constant Hémery de Lazenay              | Conservateur    | Propriétaire du château et maire de Lazenay |
| 1922                                     | 1940              | Honoré Guyot                                 | Droite libérale | Propriétaire, maire de Preuilly |
| 1940                                     |                   |                                              |                 | Les conseils d'arrondissement ont été suspendus par la loi du 12 octobre 1940 et n'ont jamais été réactivés                                      |
| Les données manquantes sont à compléter. |                   |                                              |                 | |

## Composition
Le canton de Lury-sur-Arnon regroupait neuf communes et comptait 5 513 habitants (recensement de 1999 sans doubles comptes).
| Nom                        | Code Insee | Intercommunalité | Population (dernière pop. légale) |
| -------------------------- | ---------- | ---------------- | --------------------------------- |
| Lury-sur-Arnon (chef-lieu) | 18134      | CC Cœur de Berry | 688 (2014)                        |
| Brinay                     | 18036      | CC Cœur de Berry | 528 (2014)                        |
| Cerbois                    | 18044      | CC Cœur de Berry | 438 (2014)                        |
| Chéry                      | 18064      | CC Cœur de Berry | 212 (2014)                        |
| Lazenay                    | 18124      | CC Cœur de Berry | 348 (2014)                        |
| Limeux                     | 18128      | CC Cœur de Berry | 159 (2014)                        |
| Méreau                     | 18148      | CC Cœur de Berry | 2 582 (2014)                      |
| Preuilly                   | 18186      | CC Cœur de Berry | 446 (2014)                        |
| Quincy                     | 18190      | CC Cœur de Berry | 901 (2014)                        |

## Démographie
| 1962  | 1968  | 1975  | 1982  | 1990  | 1999  | 2006  | 2011  | 2012  |
| ----- | ----- | ----- | ----- | ----- | ----- | ----- | ----- | ----- |
| 3 986 | 4 115 | 4 294 | 4 827 | 5 455 | 5 513 | 5 780 | 6 208 | 6 281 |